# ケビン・キーガン
ジョゼフ・ケビン・キーガン（Joseph Kevin Keegan OBE、1951年2月14日 - ）は、イングランド・ドンカスター出身の元サッカー選手、サッカー指導者。現役時代のポジションはFW、MF。バロンドールを2度受賞している。

## 人物・略歴

### 選手として
1970年代中盤から1980年代初頭のイングランドを代表する選手。小柄ながら豊富なスタミナでフィールドを駆け回り「マイティ・マウス」と呼ばれた。
1968年スカンソープ・ユナイテッドでプロデビュー。3シーズンを過ごした後、1971年にリヴァプールへ移籍、1972-73シーズン、UEFAカップ決勝、ボルシア・メンヒェングラートバッハ戦のファーストレグでは2ゴールを決め、同大会の優勝に大きく寄与した。1975-76シーズン、UEFAカップ決勝、ブルージュ戦では第1戦、2戦で共に得点を決め、大きく優勝に貢献した。1976-77シーズン、チャンピオンズカップ決勝でアラン・シモンセン擁するボルシア・メンヒェングラートバッハを3-1で破りリヴァプールにクラブ初のチャンピオンズカップ優勝をもたらすなど、数多くのタイトル獲得に貢献し、リヴァプールサポーターのアイドル的存在であり、リヴァプールでは323試合100ゴールの成績を残した。
その後、1977年にドイツのハンブルガーSVへ移籍) 。当時は英国から海外へ移籍する例、または移籍先で成功する例が少なかった事から活躍が懸念されたが、ハンブルクでも中心選手として1978-79シーズンのドイツ・ブンデスリーガ制覇、翌1979-80シーズン、UEFAチャンピオンズカップ決勝進出に貢献した。1980年よりイングランドに復帰、サウサンプトンでプレー、1982年には26ゴールを決める活躍で、PFA年間最優秀選手賞を受賞、その当時2部のニューカッスルに移籍、1984年に引退した。
これらの活躍により1978年、1979年と2年連続でバロンドール（欧州最優秀選手）を受賞したが、イングランド代表での活躍には縁が無く、唯一のワールドカップ出場となった1982年のワールドカップ・スペイン大会では怪我が影響し、1試合出場のみに終わっている。イングランド代表通算63キャップ21得点。
2004年3月にペレが選ぶ「偉大なサッカー選手100人」に選出された。

### 監督として
指導者としてはイングランドのクラブと、イングランド代表の監督を歴任している)。
1992-93シーズンに当時ディヴィジョン1（現在のフットボールリーグ・チャンピオンシップ、2部リーグに相当）のニューカッスルを指揮し優勝、プレミアリーグ昇格を決めている。
1995-96シーズンはブラックバーンから獲得したアラン・シアラーを擁して快進撃し、一時は2位に12ポイントを付けて首位を独走する活躍を見せた（最終的にはマンチェスター・ユナイテッドに逆転されて2位に終わった）。1998-99シーズンはディビジョン2（現在のフットボールリーグ1、3部相当）のフルハムを指揮し優勝に導いた。
これらのクラブでの手腕が認められ1999年2月にグレン・ホドルの後任としてイングランド代表監督に就任。翌年のEURO2000出場に導き本大会でも指揮を執ったが、1勝2敗で1次リーグ敗退に終わる。そして10月7日にウェンブリー・スタジアム最後の試合として行われたドイツとのFIFAワールドカップ・予選（0-1、ディートマー・ハマンの得点）に敗れ辞任をした。
2001-02シーズンには再びクラブチームを指揮するようになり、ディヴィジョン1にいたマンチェスター・シティを優勝に導きプレミアリーグへ昇格させた。
そして2008年1月、途中解任されたサム・アラダイスの後任として1997年以来11年ぶり2度目のニューカッスル監督に就任した。しかし、オーナーであったマイク・アシュリーと対立し、わずか8ヶ月で辞任することとなった。

## 所属クラブ
- 1968-1971  スカンソープ・ユナイテッド
- 1971-1977  リヴァプール
- 1977-1980  ハンブルガーSV
- 1980-1982  サウサンプトン
- 1982-1984  ニューカッスル・ユナイテッド
- その他、1985年にプレシーズンマッチ特別出演という形で全日空サッカークラブ（=後の横浜フリューゲルス）の試合に出場した。

## 代表歴
- イングランド代表 1972-1982 通算：63試合 21得点
  - 代表デビュー：1971年11月15日 vs ウェールズ戦
  - 1982 FIFAワールドカップ：1試合 0得点（キャプテンであったキーガンは、入浴中に背中を怪我してしまい、その後は出場できなかった）。

## 指導歴
- 1992.2-1997.2  ニューカッスル・ユナイテッド
- 1998-1999  フルハム
- 1999-2000  イングランド代表
- 2001-2005.3  マンチェスター・シティ
- 2008.1-2008.9  ニューカッスル・ユナイテッド

## タイトル

### 選手時代

#### チーム
リヴァプール
- フットボールリーグ：3回 (1972-73, 1975-76, 1976-77)
- FAカップ：1回 (1973-74)
- UEFAチャンピオンズカップ：1回 (1976-77)
- UEFAカップ：2回 (1972-73, 1975-76)

ハンブルガーSV
- ドイツ・ブンデスリーガ：1回 (1978-79)

#### 個人
- フットボールリーグ得点王：1回 (1981-82 : 26得点 サウサンプトン)
- バロンドール：2回 (1978, 1979)
- 20世紀世界最優秀選手 38位（国際サッカー歴史統計連盟 1999年）
- 20世紀の偉大なサッカー選手100人 56位（ワールドサッカー誌選出 1999）

### 監督時代

#### 個人
- プレミアリーグ月間最優秀監督：5回（1993年11月、1994年8月、1995年2月、1995年8月、1995年9月）